# Ferrari 328
La Ferrari 328 è una autovettura sportiva costruita dalla Ferrari dal 1985 al 1989 in due versioni, la GTB e la GTS. Derivavano rispettivamente dalla 308 GTB e GTS; furono infatti fatte piccole modifiche alla carrozzeria ed al motore, incluso un incremento della cilindrata a 3185 cm³. Avevano il propulsore e la trazione posteriore, ed il cambio a cinque rapporti.
Della 328 furono prodotti 7.400 esemplari fino alla sostituzione con la 348 nel 1989, portando ad un totale di quasi 20.000 unità della serie 308/328.

## Ferrari 328 GTB/GTS

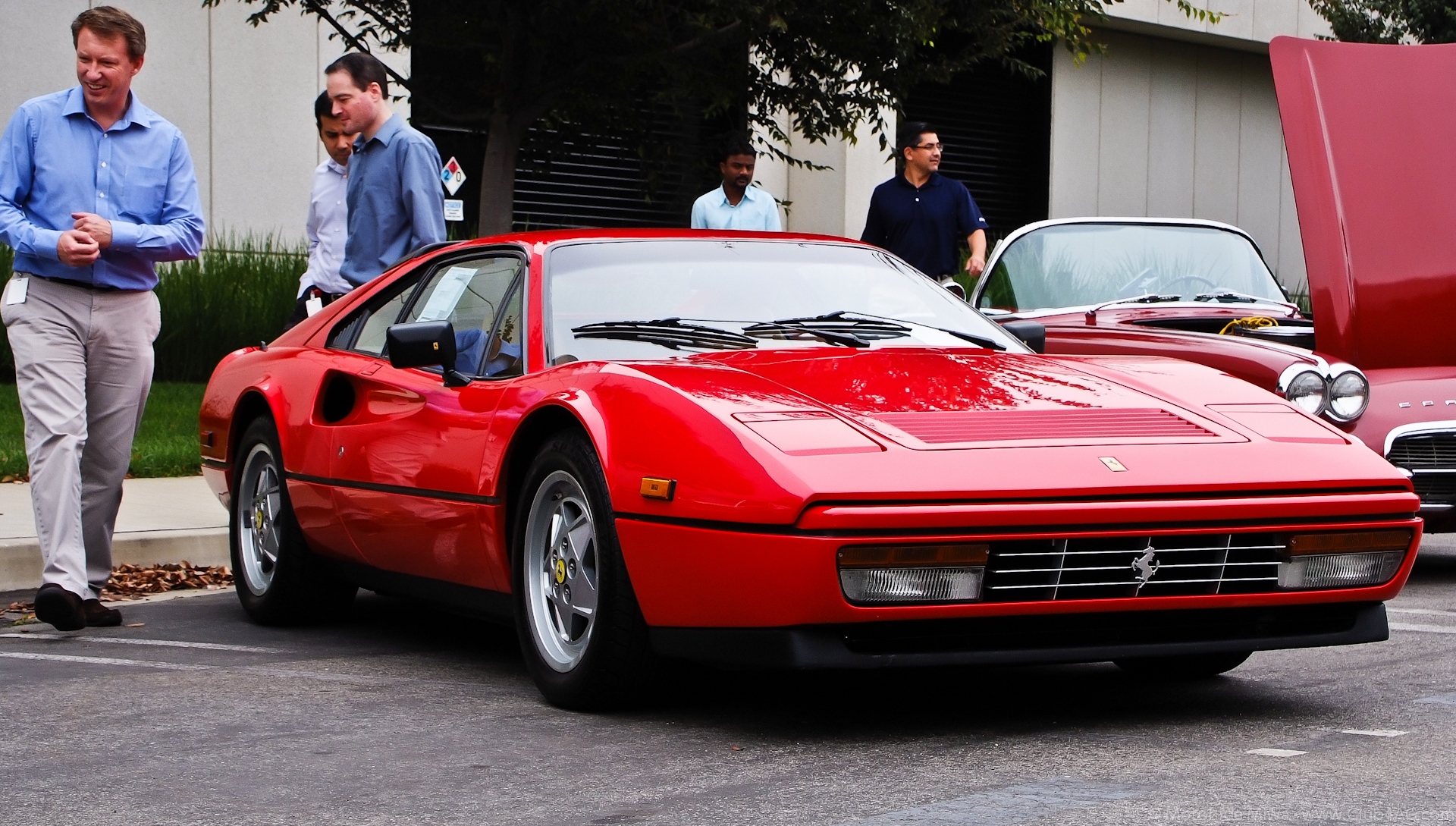
Ferrari 328 GTB

La prima 328 prodotta fu una GTS di colore Blu Metallizzato, che era dotata degli stessi interni della 308 GTSi quattrovalvole, questo esemplare è considerato il prototipo quasi definitivo della serie 328. Un'auto considerata dai ferraristi una delle vetture più affidabili e con una manutenzione relativamente accessibile. A differenza di molti altri modelli, la manutenzione alle cinghie di distribuzione al motore poteva essere realizzata senza sollevare il propulsore dal veicolo.
La sigla “GTB” significava Gran Turismo Berlinetta (cioè un tipo di coupé), mentre “GTS” corrispondeva a Gran Turismo Spider (era una vettura Targa). Nel 1985, la 328 era venduta negli Stati Uniti d'America ad un prezzo compreso tra i 58.400 ed i 62.500 dollari.
Le 328 GTS e GTB furono il risultato finale dello sviluppo del motore trasversale V8 Ferrari normalmente aspirato montato su vetture a due posti. Il nome “328” si riferiva alla cilindrata del propulsore, circa 3,2 litri, e al numero dei cilindri, 8. Il modello fu presentato al Salone dell'automobile di Francoforte del 1985 insieme alla Ferrari Mondial 3.2.

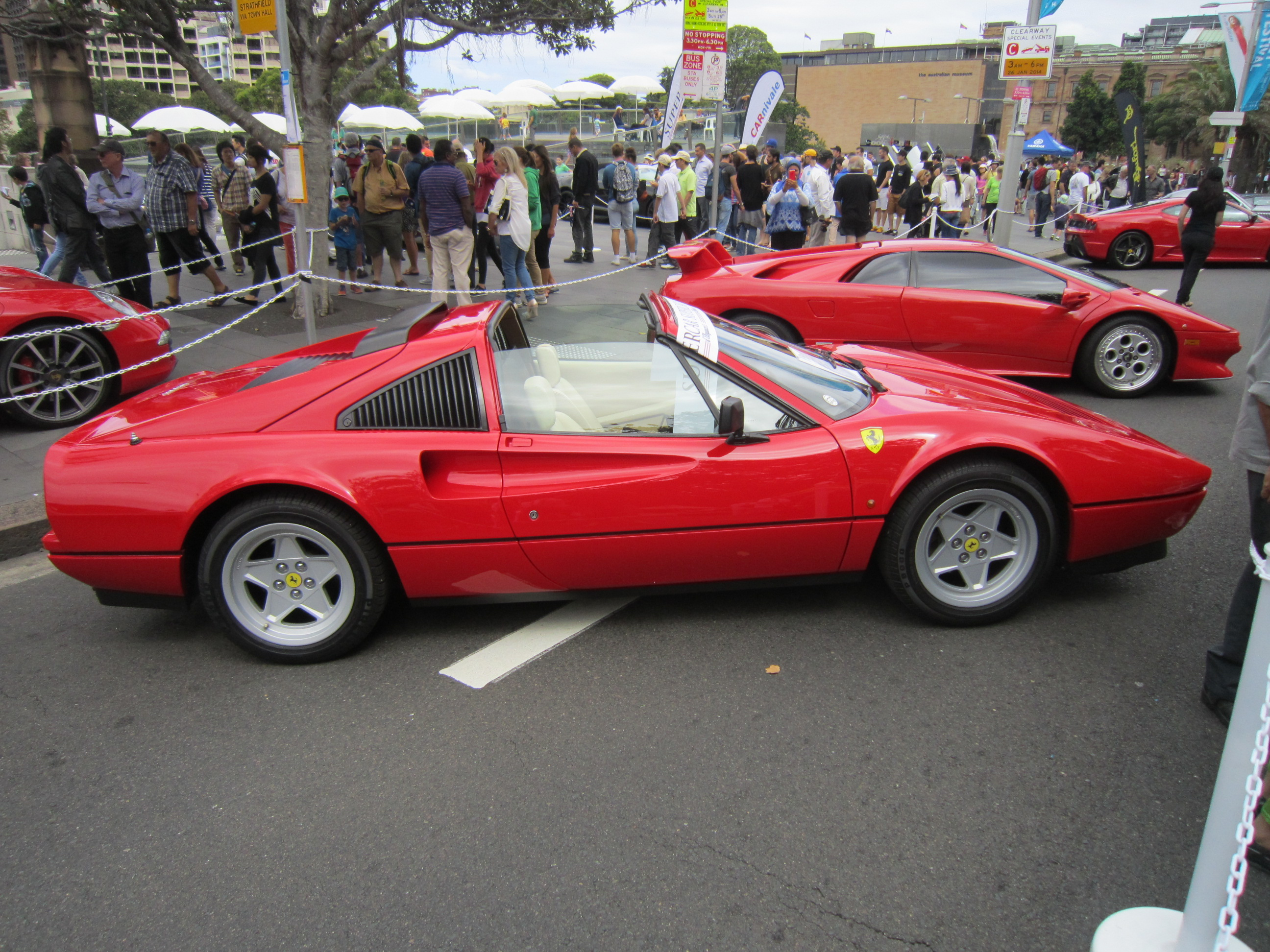
Linea laterale di una 328 GTS

La 328 fu essenzialmente la versione rivista della 308 GTS, che sopravvisse per otto anni senza alcun aggiornamento di rilievo alle forme generali del corpo vettura, ma con una revisione del motore. Con il nuovo modello ci fu un addolcimento delle linee spigolose del predecessore, con un muso e una coda ridisegnati ed un paraurti in tinta, simile a quello montato sulla Mondial. Con quest'ultima condivideva anche la griglia del radiatore e la disposizione dei fari anteriori. Così tutte le otto cilindri Ferrari avevano in comune la stessa linea, e facevano parte di una famiglia di vetture omogenea. Gli sfoghi d'aria a griglia dietro ai fari anteriori a scomparsa della serie 308 scomparvero, con un incremento delle dimensioni della griglia frontale di protezione per il radiatore, che fu introdotto sulla 308 Quattrovalvole.
L'allestimento interno fu revisionato, con un nuovo design per le cuciture del rivestimento di sedili e pannelli, che avevano ora un aspetto più moderno e accompagnavano altre modifiche estetiche dell'abitacolo.
Gli optional erano l'aria condizionata, la vernice metallizzata, gli pneumatici Pirelli P7, un cruscotto rivestito di cuoio, un lunotto panoramico ed un profilo posteriore alare (di serie per il mercato giapponese).

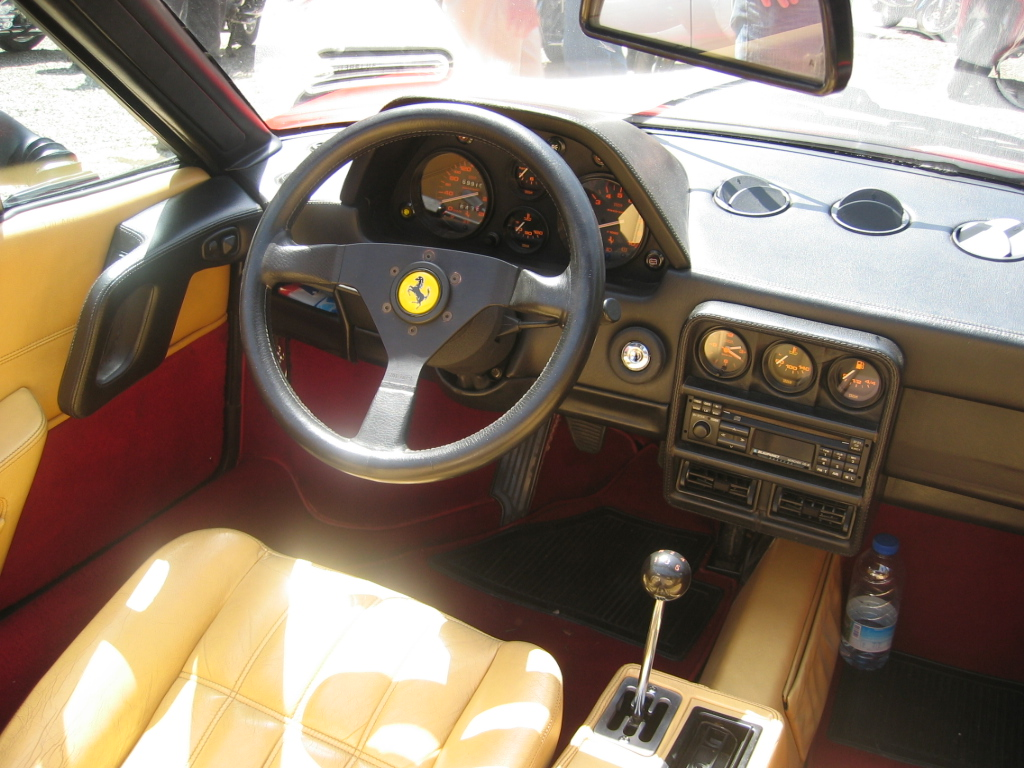
Interni di una 328

Nel 1988 fu disponibile come optional l'ABS, la cui introduzione rese necessaria la riprogettazione delle sospensioni e delle ruote. Ci fu anche una rivisitazione dei cerchioni, con la celebre stella che diventò da piatta a convessa, simile quindi a quella montata sulla Mondial.
Il telaio era tubolare, conosciuto in Ferrari con la sigla F 106 MS 100. Erano disponibili freni a disco, sospensioni indipendenti a braccio trasversale con molle elicoidali, ammortizzatori idraulici con l'aggiunta di barre antirollio sia per l'avantreno che per il retrotreno. Fu venduta in diverse versioni che differivano in particolari minori, in base al mercato in cui furono commercializzate, come per esempio la guida a destra o a sinistra.
Il motore V8 fu essenzialmente lo stesso di quello montato sulla 308 Quattrovalvole, con l'incremento della cilindrata a 3185 cm³. Quest'ultimo aveva un alesaggio ed una corsa di 83 e 73,6 mm, ed era conosciuto in Ferrari con la sigla F 105 CB 000. Fu conservato il sistema di iniezione tipo Bosch K-Jetronic, ma fu coadiuvato con un Marelli MED 806. Il motore erogava una potenza di 270 CV a 7000 giri al minuto. Come la precedente 308 il propulsore fu montato insieme al cambio a cinque rapporti, sotto e dietro la coppa olio del motore.
La 328 continuò la produzione per quattro anni, fino a che fu sostituita dalla Ferrari 348 nell'autunno del 1989.

## Specifiche tecniche

### Motore

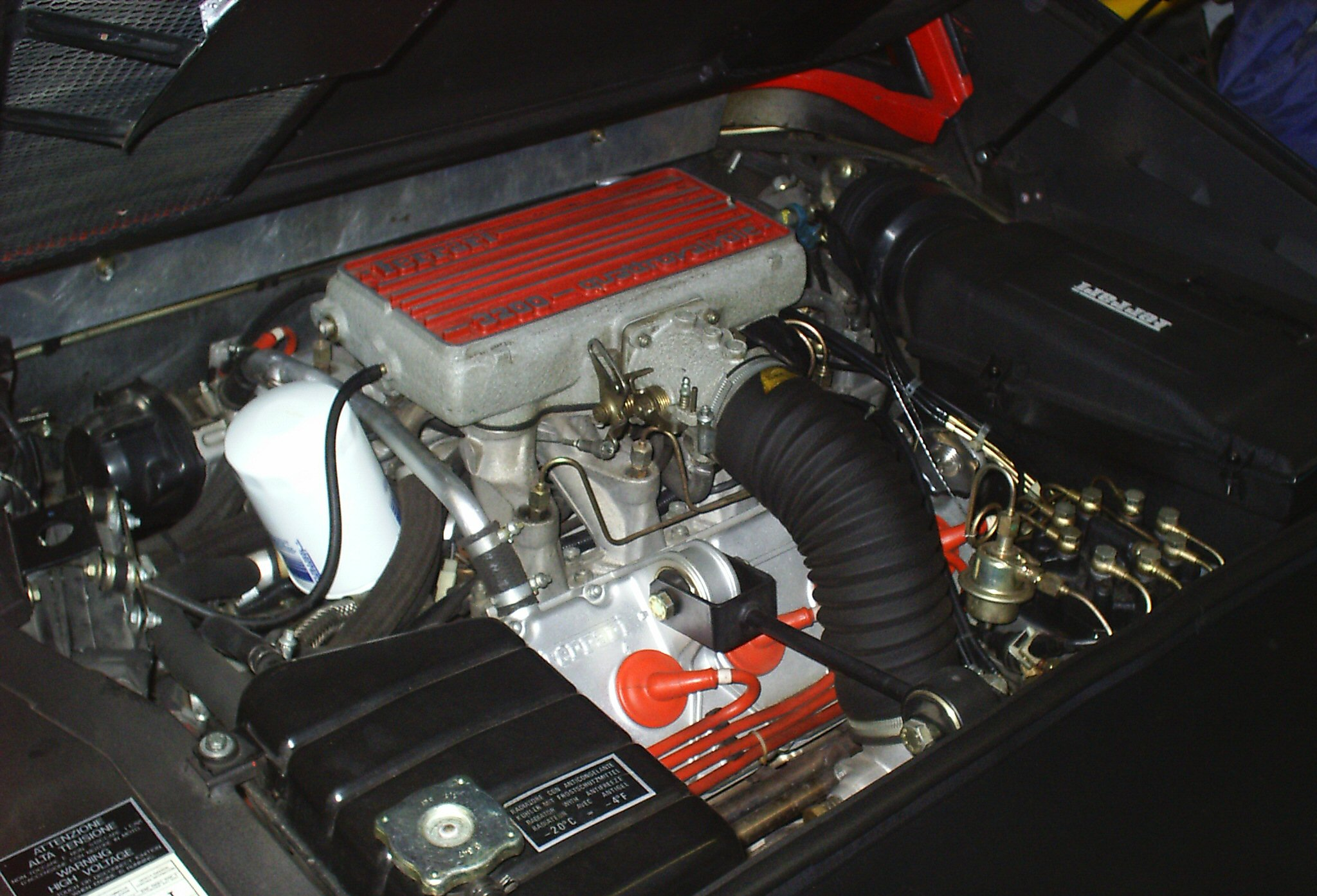
Motore V8 di una 328

La Ferrari 328 ha un motore di 3 185 cm³ di cilindrata con 4 valvole per cilindro. Erogava una potenza di 270 hp a 7 000 giri/min, con una coppia di 304 Nm (31 Kgm) a 5 500 giri/min.
Il motore fu oggetto di molte elaborazioni sportive per l'utilizzo nelle gare di durata e Sport, in particolare per la categoria "IMSA LIGHTS".

### Telaio
Le sospensioni anteriori e posteriori somo indipendenti, con doppio braccio trasversale, molle elicoidali, ammortizzatori telescopici e barre anti-rollio. Lo sterzo è a corona e pignone. La trasmissione ha un cambio a cinque rapporti.

### Prestazioni
- Velocità massima 263 km/h
- 0–100 km/h in 6,4 secondi
- 0-1 000 m in 25,7 secondi

## Ferrari GTB/GTS Turbo

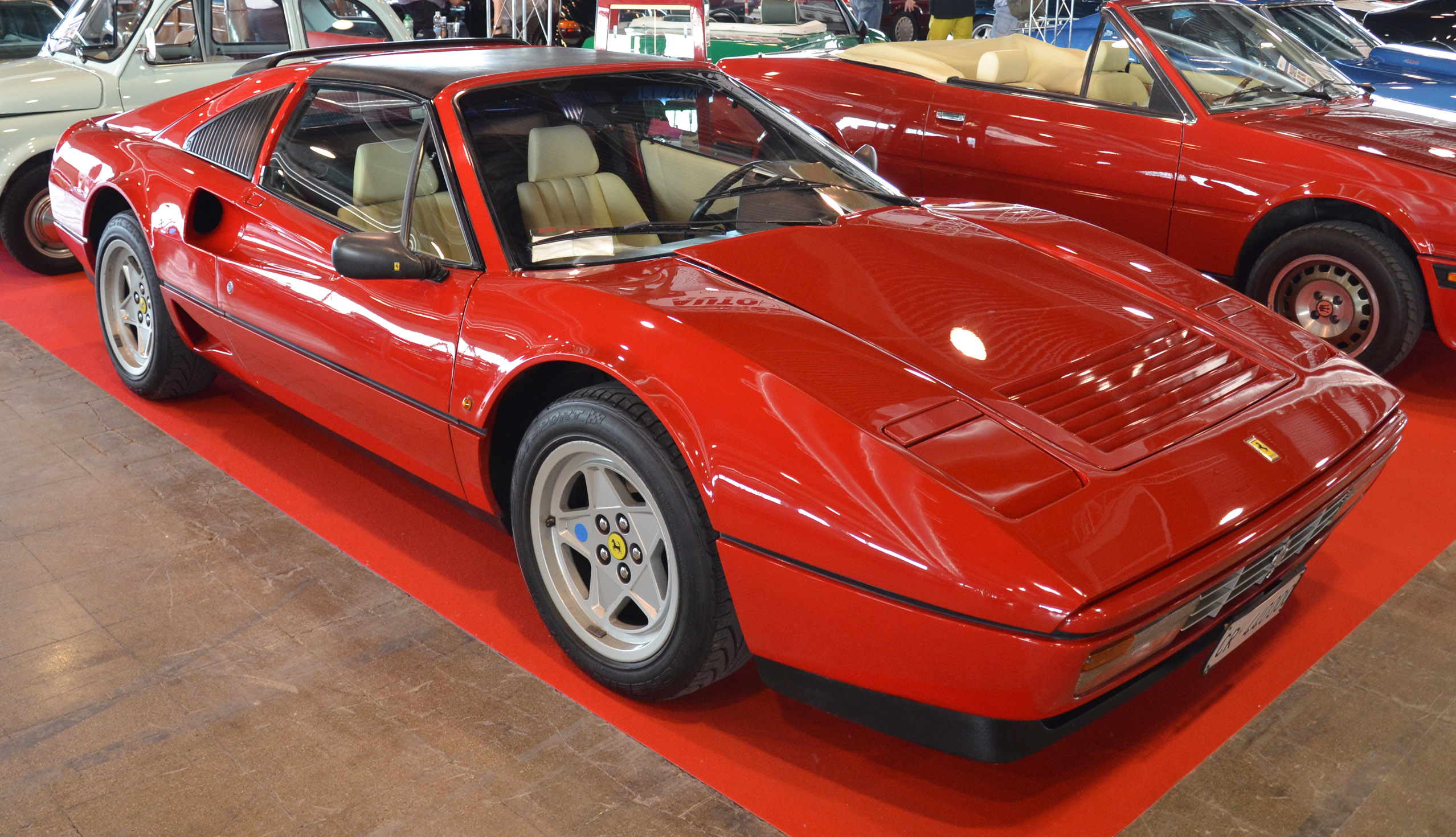
Ferrari GTS Turbo del 1987

La Ferrari GTB/GTS Turbo, ovvero la versione sovralimentata in versione berlinetta GTB e targa GTS, fu prodotta dal 1986 al 1989.
Rappresenta la massima evoluzione del motore Ferrari di cilindrata due litri, derivato da quello installato nella Dino 208 GT4.
La vettura venne realizzata sulla base estetica e tecnica del modello 328, dalla quale differiva nella linea per la presenza di due prese d'aria NACA davanti alle ruote posteriori; una serie lineare di cinque sfoghi d'aria sul paraurti posteriore ed un rilievo centrale sul cofano posteriore, destinato ad accogliere l'intercooler.

### Motore
La vettura utilizzava un motore con cilindrata di 1 991 cm³, con alesaggio e corsa rispettivamente di 66,8 e 71 mm con 2 valvole per cilindro, un singolo turbocompressore IHI raffreddato ad acqua, con pressione massima di sovralimentazione pari a 1,05 bar ed un intercooler BEHR.
La Ferrari dichiarava una potenza di 254 HP a 6 500 giri al minuto, con una coppia di ben 328 Nm (33,5 Kgm) a soli 4 100 giri/min, superiore a quella del modello 328; così come la potenza massima a parità di regime.
La potenza specifica raggiungeva i 127,5 CV/Litro, un valore estremamente elevato per il tipo d'architettura del motore e soprattutto per l'epoca.
La Ferrari realizzò anche un'evoluzione di questo motore in questa vettura, disponendolo longitudinalmente come nella GTO e nella futura F40, ed applicando un secondo turbocompressore con intercooler. La potenza sviluppata era di 400 CV a circa 8 000 giri/min e la coppia di 392 Nm (40 Kgm) a 4 000 giri/min.

### Telaio
Le sospensioni anteriori e posteriori erano indipendenti, con doppio braccio trasversale, molle elicoidali, ammortizzatori telescopici e barre anti-rollio. Lo sterzo era a corona e pignone. La trasmissione aveva un cambio a cinque rapporti.

### Prestazioni
- Velocità massima 253 km/h
- 0–100 km/h in 6,3 secondi
- 0-1 000 m in 25,7 secondi